# Tusker (Biermarke)

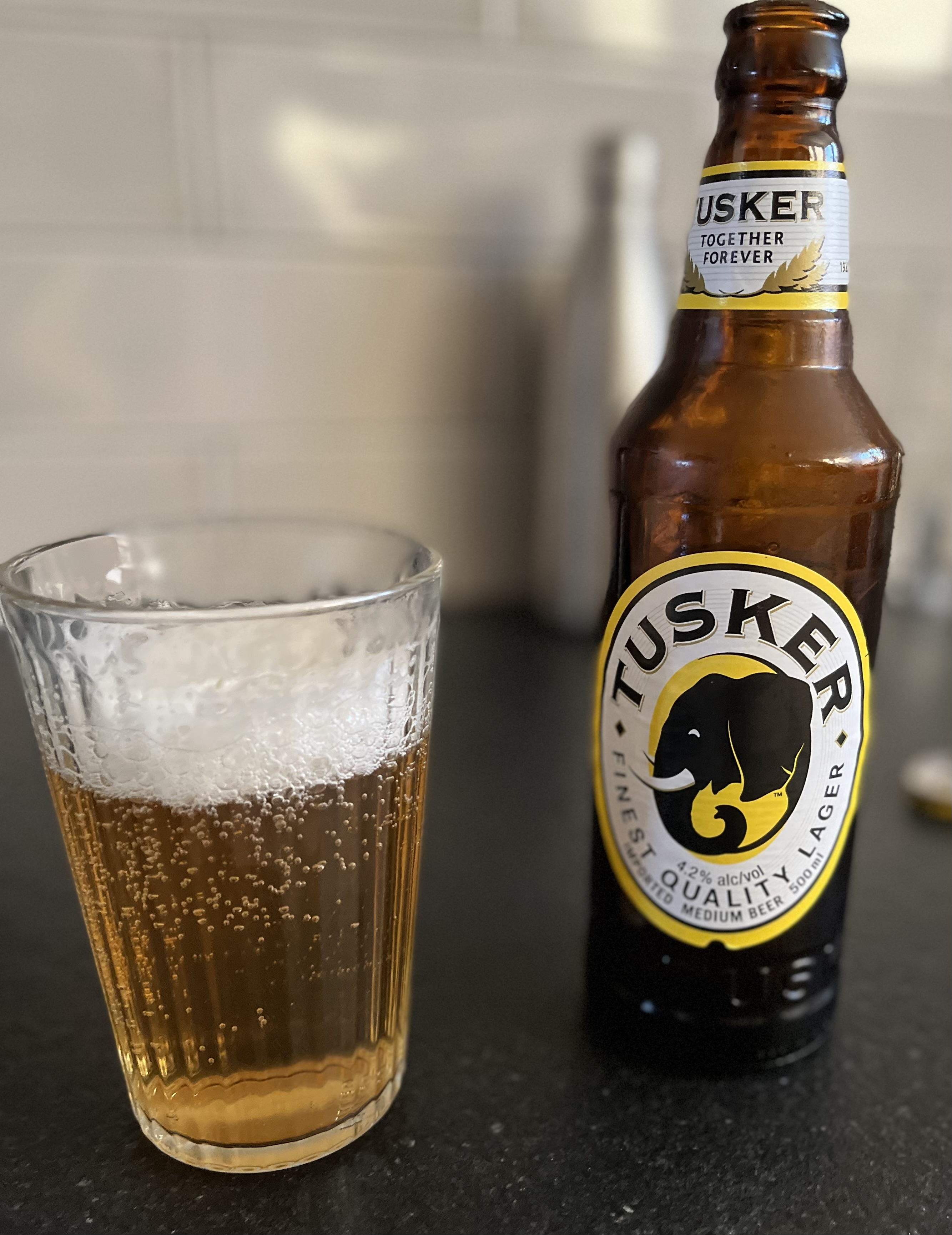
Ein Glas Bier der Marke Tusker

Tusker ist eine kenianische Biermarke der zum Getränkekonzern Diageo gehörenden Kenya Breweries, die in Nairobi ansässig ist. Die Marke gehört mit einem Drittel Marktanteil in Kenia zu den Marktführern in der lokalen Getränkeindustrie und wird mittlerweile über die Kontinentalgrenzen hinaus vertrieben.

## Geschichte und Hintergrund
Im November 1922 gründeten die Brüder George und Charles Hurst die Kenya Breweries, im Dezember wurde das erste gebraute Lagerbier ausgeschenkt. Nach einem Jagdunfall von George Hurst mit einem Elefanten entschied sich der Bruder, das Bier unter seinem Spitznamen „Tusker“ und einem Elefanten als Emblem zu verbreiten. 1935 übernahm Kenya Breweries die Mehrheit an Tanganyika Breweries aus Tansania und führte in der Folge dort die Marke ein. Im Folgejahr wurde East African Breweries als gemeinsame Muttergesellschaft gegründet, die tansanische Tochter in Tanzania Breweries umfirmiert. Schnell etablierte sich die Marke im Laufe der Zeit auch in den weiteren Anrainerstaaten der Großen Seen. 1979 wurde die Tanzania Breweries verstaatlicht. In den 2000er Jahren expandierte die Brauerei nach Europa, wo Tusker zunächst über Großbritannien in der Europäischen Union vertrieben wurde.
Mittlerweile wird Tusker in verschiedenen Varianten angeboten, etwa als Leichtbier, Pils oder Cider.
Ab 1969 trat Kenya Breweries als Sponsor des lokalen Fußballklubs Tusker FC auf, der seit 1999 den aktuellen Namen trägt. 2012 erweiterte die Brauerei ihre Sponsorentätigkeit auf die Kenyan Premier League, die drei Jahre lang offiziell den Namen der Biersorte trug. Darüber hinaus ist die Marke im Sponsoring von Rugby und Leichtathletik präsent.